# Дынник, Екатерина Олеговна
Екатерина Олеговна Дынник (род. 16 июня 1999, Междуреченск, Кемеровская область) — российская боксёрша. Бронзовый призёр чемпионата мира 2019 года. Бронзовый призёр чемпионата Европы 2018 года. Двукратная чемпионка России (2018, 2019). Член сборной России по боксу.

## Карьера
Занимается боксом с 2010 года. Является многократной победительницей и призёром различных соревнований.
Приказом министра спорта РФ № 54-нг от 27 апреля 2018 года Екатерине присвоено спортивное звание Мастер спорта России международного класса.
На чемпионате Европы 2018 года завоевала бронзу в категории до 64 кг. Уроженка Междуреченска, мастер спорта России международного класса Екатерина Дынник выступала в категории до 64 кг. Она дошла до полуфинала, но уступила турчанке Семе Чалышкан.
На чемпионате России 2018 года в Бурятии она стала победителем в своей весовой категории.
На 10-м чемпионате мира по боксу среди женщин в Индии, в поединке 1-го раунда (1/16 финала), 17 ноября 2018 года, Екатерина уступила спортсменке из Ирландии Эми Бродхерст и завершила выступление на мировом первенстве.
Предолимпийский чемпионат мира 2019 года, который состоялся в Улан-Удэ в октябре, российская спортсменка завершила полуфинальным поединком, уступив китайской спортсменке Доу Дань по раздельному решению судей. В результате на одиннадцатом чемпионате мира по боксу среди женщин она завоевала бронзовую медаль.